# Mia Brunell
Maria Christina « Mia » Brunell Livfors (née le 30 novembre 1965) est une femme d'affaires suédoise. 
Elle fut le CEO d'Investment AB Kinnevik du 1er août 2006, à la suite de Vigo Carlund, au 31 décembre 2014, où elle laissa sa place à Lorenzo Grabau. Kinnevik est une société d'investissement créée par la famille Stenbeck. 
Elle avait été auparavant Directrice financier du Modern Times Group, autre entreprise du groupe de Stenbeck que Kinnevik possède.
Elle a commencé à travailler pour Stenbeck en 1992, à TV1000.
Lorsque le Financial Times fit un classement des femmes les plus puissantes du monde en 2010, elle fut classée à la 50e place.

## Distinctions
- Médaille de Sa Majesté le Roi